# Lago Breiter Luzin
El lago Breiter Luzin (en alemán: Breiter Luzin) es un lago situado en el distrito de Llanura Lacustre Mecklemburguesa —junto a la frontera con el estado de Brandeburgo—, en el estado de Mecklemburgo-Pomerania Occidental (Alemania), a una altitud de 84 metros; tiene un área de 345 hectáreas.